# Sabbatáj Cévi
Sabbatáj Cévi (héberül: שַׁבְּתַי צְבִי), (Szmürna, 1626. augusztus 1. – Dulcigno, 1676. szeptember 17.?) újkori úgynevezett zsidó álmessiás.

## Élete
Szmürnában született, és már fiatal korában elmélyedt a Kabbala tanaiban. Szép külső megjelenése és aszketikus élete által megvoltak a képességei, hogy nézeteit hatásosan átadja a tömegeknek. Az 1648-as esztendőre a zsidó miszticizmus kilátásba helyezte a Messiás eljövetelét, Cévi pedig ezt felhasználva önmaga lépett fel messiásként. Szülővárosa rabbiiskolája tettéért kiátkozta, Cévi pedig Szalonikibe, majd ott ugyancsak a rabbiktól elűzve Moreába ment. Innen Kairóba, később Jeruzsálembe utazott tovább, ahol nagy feltűnést keltett. Azonban onnan is menekülnie kellett, de Kisázsia más városaiban – éppen szülővárosában is – ekkor már Messiásként üdvözölte a fanatizált zsidó tömeg. Az oszmán-török hatóságok végül – nem nézhetve tétlenül az egyre növekvő mozgalmat – 1666-ban Cévit Konstantinápolyba idézték, majd a partra szálló ál-messiást a nagyvezír parancsára vasra verték, és Abidosz várába zárták. Híveinek tömegét ez nem tántorította el tőle, ezért IV. Mehmed oszmán szultán maga elé vitette Drinápolyba, ahol válassztania kellett a halál és az iszlám vallás felvétele között. Cévi az utóbbit választotta, és Mehmed efendi néven a szultán ajtónállójának lett kinevezve. Áttérésének hírére híveinek egy része kiábrándult, más része viszont továbbra is hitt benne, mivel Cévi levelei és prófétái által azzal biztatta őket, hogy áttérése csak színleges, illetve a megváltás művének egy előre meghatározott, szükséges kelléke. A török szultán értesülve magatartásáról, Albániába száműzte Cévit, aki ott, Dulcignóban elhunyt. Mozgalma halálával sem ért véget: Magyarországon egy Mardokáj nevű kismartoni zsidó toborzott híveket a kultuszának, amely hazánkban, Cseh-, Morva- és Lengyelországban – ugyan a rabbik által átokkal sújtva és folyamatosan üldözve – még a 19. század elején is, titokban virágzott. Jakob Frank mozgalma is Cévi nézeteinek egyik folyománya volt. Szalonikiben a 19. század végén is éltek hívei, akik dönméknek nevezték magukat; számuk körülbelül 4-5000 fő volt, hitük az iszlám és a zsidó kabbalai tanok keveréke.